# Frank Peretti
Frank Edward Peretti (Lethbridge, Alberta, 13 de janeiro de 1951) é um escritor contemporâneo de ficção cristã e outros gêneros, norte-americano nascido no Canadá, com mais de 12 milhões de livros vendidos é best-seller do New York Times.
Conhecido por seus títulos de suspense sobrenatural "Este Mundo Tenebroso" e "O Pacto", onde enfoca o tema da "guerra espiritual", Peretti, em suas obras, contextualiza, sob a ótica da cosmovisão cristã, outros temas da sociedade atual tão diversos quanto neopaganismo, aborto, influência da mídia ou manipulação genética.

## Biografia
Nascido no Canadá, Frank Peretti cresceu em Beacon Hill, Seattle, EUA ao lado das oficinas da Boeing. Ali, desde cedo criava histórias ou desenhava quadrinhos para seu próprio divertimento. Com uma câmera super-8 sem áudio, Peretti arriscou suas primeiras incursões no mundo do cinema, que se tornaria uma grande paixão e viria a influenciar profundamente seu estilo narrativo. Peretti foi ainda influenciado pelo ambiente cristão de sua casa e da igreja Assembleia de Deus norte-americana que sua família frequentava e onde seu pai chegou a ser ministro.
Após graduar-se na escola, Peretti começou a tocar em uma banda de bluegrass e chegou a ensaiar uma carreira musical com um ministério de música cristã. Até recentemente Peretti participava de um grupo de bluegrass chamado Northern Cross, mas foi obrigado a deixar de lado essa atividade por causa de uma doença diagnosticada em 2005, em seu ouvido direito. Conhecida como Síndrome de Ménière, a doença afeta o equilíbrio e a audição, hiper-sensibilizando o ouvido. Por conta disso, Peretti deixou também de pilotar seu avião. Ele declara: "Não queria ser reprovado no exame médico, então, em lugar de renová-lo, simplesmente vendi meu avião".
Peretti casou-se em 1972 com Barbara Jean, que havia conhecido em 1969 em um encontro de jovens da igreja Bethel Evangelical Free Church e com ela vive hoje em Coeur D’Alene, Idaho.

## Carreira
Ao terminar seus estudos escolares, Frank Peretti ingressou na UCLA para estudar Inglês, Roteirização e Cinema. Seu pai, funcionário da Boeing por 30 anos, ao aposentar-se tornou-se ministro da Assembléia de Deus. A necessidade de colaborar com seu pai no ministério pastoral levou Peretti a suspender os estudos.
Após deixar o ministério em 1983, Peretti passou um tempo em diversos empregos. Nesse período começou a rascunhar "Este Mundo Tenebroso" (This Present Darkness). O livro levaria um bom tempo encarando a rejeição de diversos editores até finalmente ser publicado em 1988. Mesmo depois de publicado, a aceitação do público não foi imediata, mas a crescente receptividade possibilitou o lançamento da sequência (Piercing the Darkness) já no ano seguinte. Os dois livros foram responsáveis pela venda de 3,5 milhões de cópias. No intervalo entre os dois, Peretti ainda publicou Tilly (1988).
Peretti escreveu também uma série de aventuras infanto-juvenis (The Cooper Kids Adventures). Nos anos 90 escreveu três novos best-sellers: Profeta (Prophet, 1992), O Pacto (The Oath, 1995), contemplado com o Gold Medallion Award na categoria ficção e The Visitation (1999), número 1 na lista da Associação dos Livreiros Cristãos (CBA) por dois meses.
Nos anos seguintes Frank Peretti voltaria a focalizar o público infanto-juvenil. The Wounded Spirit (2000), The Veritas Project: Hangman's Curse (2001) e The Veritas Project: Nightmare Academy (2002) têm como pano de fundo o ambiente social e os desafios que os jovens encaram na transição para a idade adulta.
Em 2005, Peretti abordaria em "Monster" a temática da evolução, criando um enredo que envolve pesquisas em engenharia genética e DNA com antigas lendas nativas ancestrais. Após esse lançamento, uma parceria entre Peretti e Ted Drekker produz o suspense "Fim do Jogo" (House, 2006).
O lançamento de "House" no cinema (2007) impulsionou o envolvimento natural de Peretti com as produções para esse meio, que já vinha com vigor desde sua participação nos roteiros e produção de Hangman's Curse (2003) e The Visitation (2006).
Com o andamento das negociações para produção cinematográfica de "Monster" e "Este Mundo Tenebroso", Peretti almeja consumar seu sonho original de tornar-se um diretor de cinema, além de considerar a possibilidade de uma nova sequência literária para "Este Mundo Tenebroso".

### Publicado em português
- This Present Darkness (1986) Este mundo tenebroso I (Editora Vida, São Paulo) ISBN 85-7367-030-4
- Piercing the Darkness (1989) Este mundo tenebroso II (Editora Vida, São Paulo) ISBN 85-7367-367-2
- Prophet (1992) Profeta (Editora Vida, São Paulo) ISBN 829717811
- The Oath (1995) O Pacto (Editora Bompastor, São Paulo) ISBN 85-86096-20-2
- House (2006) Fim do Jogo (Com Ted Dekker) (Thomas Nelson Brasil, Rio de Janeiro) ISBN 8560303106

### Não publicados em português
- Monster, Thomas Nelson, 2003, ISBN 1595541527
- The Visitation, Westbow, 2005, ISBN 0849944775
- Illusion, Howard Books, 2012, ISBN 1439192677
- Tilly (1988)
- All Is Well: The Miracle of Christmas in July (2003)

#### Série The Veritas Project
- Hangman's Curse (2001)
- Nightmare Academy (2002)

#### Série The Cooper Kids adventure
- The Door in the Dragon's Throat (1985)
- Escape from the Island of Aquarius (1986)
- The Tombs Of Anak (1987)
- Trapped at the Bottom of the Sea (1988)
- The Deadly Curse Of Toco-Rey (1996)
- The Legend Of Annie Murphy (1996)
- Mayday At Two Thousand Five Hundred (1997)

#### SérieThe Harbingers
- Invitation: Cycle One (2017)
- The Assault: Cycle Two (2017)
- Probing: Cycle Three (2017)

#### Não-ficção
- The Wounded Spirit (2000)
- No More Victims (2000)
- No More Bullies (2003)

## Filmografia
- Hangman's Curse (2003) roteiro e produção
- The Visitation (2006) roteiro e produção
- House (2007) roteiro e produção